# Lambertus Hendricus Perquin
Lambertus Hendricus (Lambert) Perquin O.P. (Voorburg, 15 juli 1865 – Rotterdam, 4 augustus 1938) was een Nederlandse rooms-katholieke priester, lid van de Orde der Dominicanen. Perquin was oprichter en voorzitter van de KRO. Hij was een zoon van Stephanus Theodorus Perquin, metselaar, en Johanna van Zutphen.
Na zijn gymnasiale opleiding gevolgd te hebben in Nijmegen, trad hij op 29 september 1884 in de orde der Dominicanen. Op 15 augustus 1891 werd hij tot priester gewijd. Hij werd aangewezen voor de zielzorg en werkte acht jaar in Schiedam en twintig jaar in Rotterdam. In 1919 werd hij benoemd tot pastoor van de St. Dominicus-parochie in de Spuistraat te Amsterdam.
Hij was op 23 april 1925 de grondlegger van de Bond van R.-K. Radio Vereenigingen. In juni 1926 ontstond de huidige naam Stichting Katholieke Radio Omroep. De stichter van de KRO was niet enkel de bezielende inspirator van zijn omroep, maar toonde zich in de vergroting ervan ook een uitstekend organisator. Begin maart 1927 nam Perquin ontslag als parochiepastoor om zich helemaal aan zijn radiowerk te kunnen wijden. Voor hem was de radio 'een vervolmaking van het apostolaat', 'een middel tot ontwikkeling en beschaving op religieus en maatschappelijk gebied', 'een ongehoord middel om elkaar te leren kennen en waarderen'. Het zendtijdbesluit van 1930 gaf hem waarom hij had gevraagd. Ook hijzelf had eigen rubrieken in het programma, speciaal in de religieuze sector, zoals zijn 'Godsdienstige Halfuurtjes' en 'Conferenties voor ouden-van-dagen'.
Hij was bovendien hoofdredacteur van de Katholieke Radio-Gids, het programmablad waarin hij de achterban informeerde en stimuleerde om het radiowerk steeds intensiever mogelijk te maken, afhankelijk als een omroeporganisatie toen nog was van de vrijwillige bijdragen van haar aanhangers.  Ondanks de crisisjaren wist hij met extra financiële steun van de luisteraars aan de Hilversumse Emmastraat een modern studiogebouw neer te zetten, dat in 1938 feestelijk werd geopend.